# Eschenbergen
Eschenbergen är en kommun och ort i Landkreis Gotha i förbundslandet Thüringen i Tyskland.
Kommunen ingår i förvaltningsområdet Nesseaue tillsammans med kommunerna Bienstädt, Friemar, Molschleben, Nottleben, Pferdingsleben, Tröchtelborn, Tüttleben och Zimmernsupra.